# Pere Godall i Gandia
Pere Godall i Gandia (Tarragona, 10 de desembre del 1920 - 9 de març del 2017) va ser un músic, treballador de banca i ex-combatent català de la Guerra Civil espanyola. Amb només 17 anys, va formar part de la 227a Brigada mixta de la 42a Divisió republicana amb la qual va lluitar en la batalla de l'Ebre l'estiu de 1938, en el que es coneixia com a Lleva del Biberó.

## Biografia
Fou pianista, arranjador i compositor musical. Estudià música amb els professors Mestres, Ritort i Faus i mossèn Antoni Tàpies, i només amb quinze anys creà amb els seus germans, i dirigí, el "Trio Godall", a l'any següent reconvertit en una "Orquestra Godall" integrada per nou músics. Posteriorment fundà i dirigí les orquestres "Continental" i "Windsor". De l'any 1947 al 1962, va ser director musical de Ràdio Tarragona i, en paral·lel també va exercir de professor de música. A l'any 1984, en jubilar-se, fundà juntament amb Antoni Panadés i Aiguadé i Bernardo Rios, una formació tarragonina no professional de músics veterans, "Món Camp". Com a compositor, va ser autor de Sempre junts, de Castellers de Tarragona i d'altres obres dedicades a la seva ciutat natal enregistrades per Bernardo Ríos Albesa, i fou arranjador de les músiques del CD Tarragona en festes.
Pioner en la recuperació de la memòria de la Lleva del Biberó, el 1986 fundà la delegació tarragonina de l'Agrupació de Supervivents de la Lleva del Biberó-41 (premi Creu de Sant Jordi el 1999), que passà a presidir dos anys després. El 17 de maig del 2009 va ser elegit president de la Junta Regional de Catalunya de l'Agrupació, i ocupà el càrrec fins al 2014. Juntament amb Josep Florit, fou promotor del Monument de la Pau erigit als anys 80 la cota 705 de la serra de Pàndols i, en els anys següents, com a president de l'Agrupació fou l'organitzador de diverses trobades generals de tot Catalunya i de desenes de trobades provincials.
El 1941 havia començat a treballar d'auxiliar administratiu al Banc Espanyol de Crèdit a Tarragona, hi feu carrera fins a arribar a ser director de diverses oficines, i romangué al Banc fins a la jubilació. El 2003, l'ajuntament de Tarragona li concedí el Diploma de Serveis Distingits per la seva trajectòria vital i artística, i el 2005 va ser guardonat amb la medalla al treball President Macià. La seva neta Fàtima Pizà Godall va escriure el 2014 el llibre Una vida per recordar. Memòries de Pere Godall, recollint les seves memòries.

## Enregistraments
- Bernardo Ríos canta a Tarragona.  Barcelona: Discmedi, 1998. ref. DM 1054-04. Casset que comprèn les peces següents compostes per Godall: Tarragona, Patrimoni de la Humanitat i Anem a tocar ferro, amb lletra de Bernardo Ríos (autor de Murallas de Tarragona); Tarragona Imperial, Les platges de Tarragona, La Rambla de Tarragona, Castellers de Tarragona, Tarragona i Reus, amb lletra de Joan Juncosa (guionista de Ràdio Tarragona i germà del cantant Raül Abril); Tecles i Magins, Tarragona marinera, Ball de diables, El negrito i la negrita, amb lletra de Josep Bofarull i Guinovart.
- Ríos Albesa, Bernardo (intèrpret); Godall, Pere (compositor). Festa major tarragonina.  Barcelona: Discmedi, 2001. ref. DM 1103-02. Comprèn les peces El seguici, El Magí de les timbales, La cançó del correfoc, El correfoc-Diables Voramar, amb lletra de Jaume Fontanet i Torres; La geganta i Tecles i Magins, amb lletra de Josep Bofarull; Tarragona, Tarragona i L'havanera a la nit, amb lletra d'A.Sirisi Parreu; Els castellers de Tarragona i Les platges de Tarragona, de Joan Juncosa; Anem a tocar ferro i Tarragona, Patrimoni de la Humanitat, amb lletra de Bernardo Ríos.
- Ríos Albesa, Bernardo; Bellido Ibars, Josep Maria (intèrprets); Godall, Pere (arranjador). Tarragona en festes.  Barcelona: Discmedi, 2006. ref. DM-1202-02 Blau.